# Diciembre
En el calendario gregoriano, diciembre es el duodécimo y último mes del año y tiene 31 días.
Su nombre deriva de haber sido el décimo mes del calendario romano legendariamente atribuido a Rómulo hacia el año 750 a. C; los días de invierno posteriores a diciembre no se incluyeron como parte de ningún mes. Más tarde, los meses de enero y febrero se crearon a partir del período sin mes y se agregaron al comienzo del calendario, pero diciembre conservó su nombre.
El nombre diciembre viene del latín december, de decem, diez y el sufijo -bris quizá procedente del latín ber "llevar", o de la expresión ab imbre, "después de las nieves" ) y era el décimo mes del año del calendario romano de diez meses.
Es conocido principalmente por ser mundialmente el mes de la Navidad y de la Nochevieja.
Diciembre es el primer mes de invierno en el hemisferio norte y el primer mes de verano en el hemisferio sur (el solsticio ocurre el 20, 21, 22 o 23 de diciembre).

## Astronomía

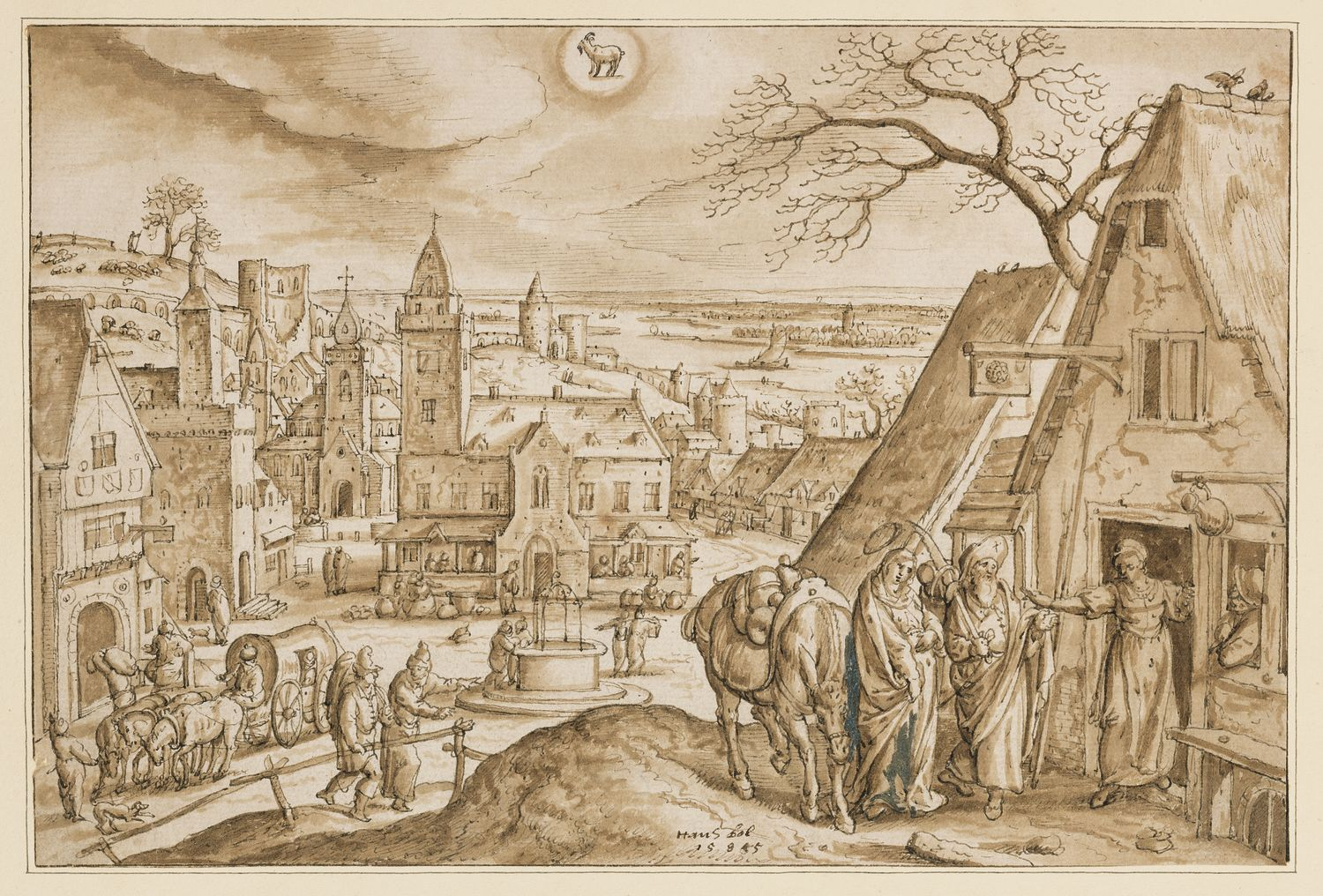
El mes de diciembre representado en la Emblemática Evangélica de Hans Bol y Adriaen Collart.

Diciembre contiene el solsticio de invierno en el hemisferio norte, el día con menos horas de luz, y el solsticio de verano en el hemisferio sur, el día con más horas de luz (excluyendo las regiones polares en ambos casos). Diciembre en el hemisferio norte es el equivalente estacional a junio en el hemisferio sur y viceversa. En el hemisferio norte, el comienzo del invierno astronómico es tradicionalmente el 21 de diciembre o la fecha del solsticio.
Las lluvias de meteoros que se producen en diciembre son las Andromedidas (del 25 de septiembre al 6 de diciembre, con un máximo en torno al 9 de noviembre), las Canis-Minoridas (del 4 al 15 de diciembre, con un máximo en torno al 10-11 de diciembre), las Coma Berenicidas (del 12 al 23 de diciembre, con un máximo en torno al 16 de diciembre), las Delta Cancridas (del 14 de diciembre al 14 de febrero, la lluvia principal del 1 al 24 de enero, con un máximo el 17 de enero), las Gemínidas (del 13 al 14 de diciembre), las Monocerotidas (del 7 al 20 de diciembre, con un máximo el 9 de diciembre. Esta lluvia también puede empezar en noviembre), las Fenícidas (del 29 de noviembre al 9 de diciembre, con un pico alrededor del 5/6 de diciembre), las Cuadrántidas (normalmente una lluvia de enero, pero también puede empezar en diciembre), las Sigma Hidridas (del 4 al 15 de diciembre) y las Úrsidas (del 17 al 25/26 de diciembre, con un pico alrededor del 22 de diciembre).

## Astrología
Los signos del zodiaco para el mes de diciembre son Sagitario (hasta el 21 de diciembre) y Capricornio (a partir del 22 de diciembre).

## Historia
En la antigua Roma, como una de las cuatro Agonalias, este día en honor a Sol Indiges se celebraba el 11 de diciembre, al igual que Septimontium. El dies natalis se celebraba en el templo de Tellus el 13 de diciembre, la Consualia el 15 de diciembre, las Saturnales del 17 al 23 de diciembre, la Opiconsivia el 19 de diciembre, la Divalia el 21 de diciembre, la Larentalia el 23 de diciembre y el dies natalis de Sol Invictus el 25 de diciembre. Estas fechas no se corresponden con el calendario gregoriano moderno.
Los anglosajones denominaban a diciembre-enero como Ġēolamonaþ (inglés moderno: mes de Yule). 
En la Edad Media, los países cristianos utilizaban el calendario juliano y comenzaban la numeración del año en una festividad religiosa importante, el 25 de diciembre (estilo Natividad de Jesús), el 25 de marzo (estilo florentino o estilo Anunciación), o incluso Pascua (estilo Pascua) como en ciertas regiones francesas. Sin embargo, los calendarios medievales continuaron mostrando los años según la costumbre romana, en doce columnas que iban de enero a diciembre. Desde la Alta Edad Media, las autoridades religiosas previeron tiempos litúrgicos en los que estaba prohibido celebrar el matrimonio: este periodo iba, según la región, desde el Adviento hasta la octava semana de la Epifanía del Señor, desde la Septuagésima hasta la octava semana de Pascua, desde el domingo anterior a las Rogaciones hasta el séptimo día después de Pentecostés, de modo que el mes de diciembre, marcado por el Adviento, era un período menos favorable para los matrimonios. En Francia, diciembre se convirtió en el duodécimo mes cuando el rey Carlos IX decidió, mediante el Edicto de Rosellón de 1564, que el año comenzaría a partir de entonces el 1 de enero. El Papa Gregorio XIII extendió esta medida a toda la cristiandad con la adopción en 1582 del calendario gregoriano que se implantó gradualmente en los estados católicos y lentamente en el resto del mundo (Turquía no adoptó esta reforma hasta 1926). Pero incluso en los países cristianos la aplicación de esta reforma sigue siendo muy desigual. Así, durante varios siglos, no era raro que dos pueblos vecinos celebraran la Navidad con semanas de diferencia, o que los campesinos se rebelaran contra los días (de fiesta, de trabajo) que les habían sido "robados" al ajustar el calendario. En Francia, el orden de los cuatro últimos meses del año civil se conservó en parte en la redacción actual de las leyes hasta la Revolución Francesa e incluso durante el siglo XIX con las nomenclaturas: VIIbre, o 7bre (septiembre); VIIIbre o 8bre (octubre); 9bre (noviembre); Xbre, o 10bre (diciembre). a pesar de no ser ni el séptimo, ni el octavo, ni el noveno, ni el décimo mes de cada año.
El calendario republicano francés incluía diciembre dentro de los meses de Frimaire (escarchoso) y Nivôse (nivoso). 

## Acontecimientos en diciembre

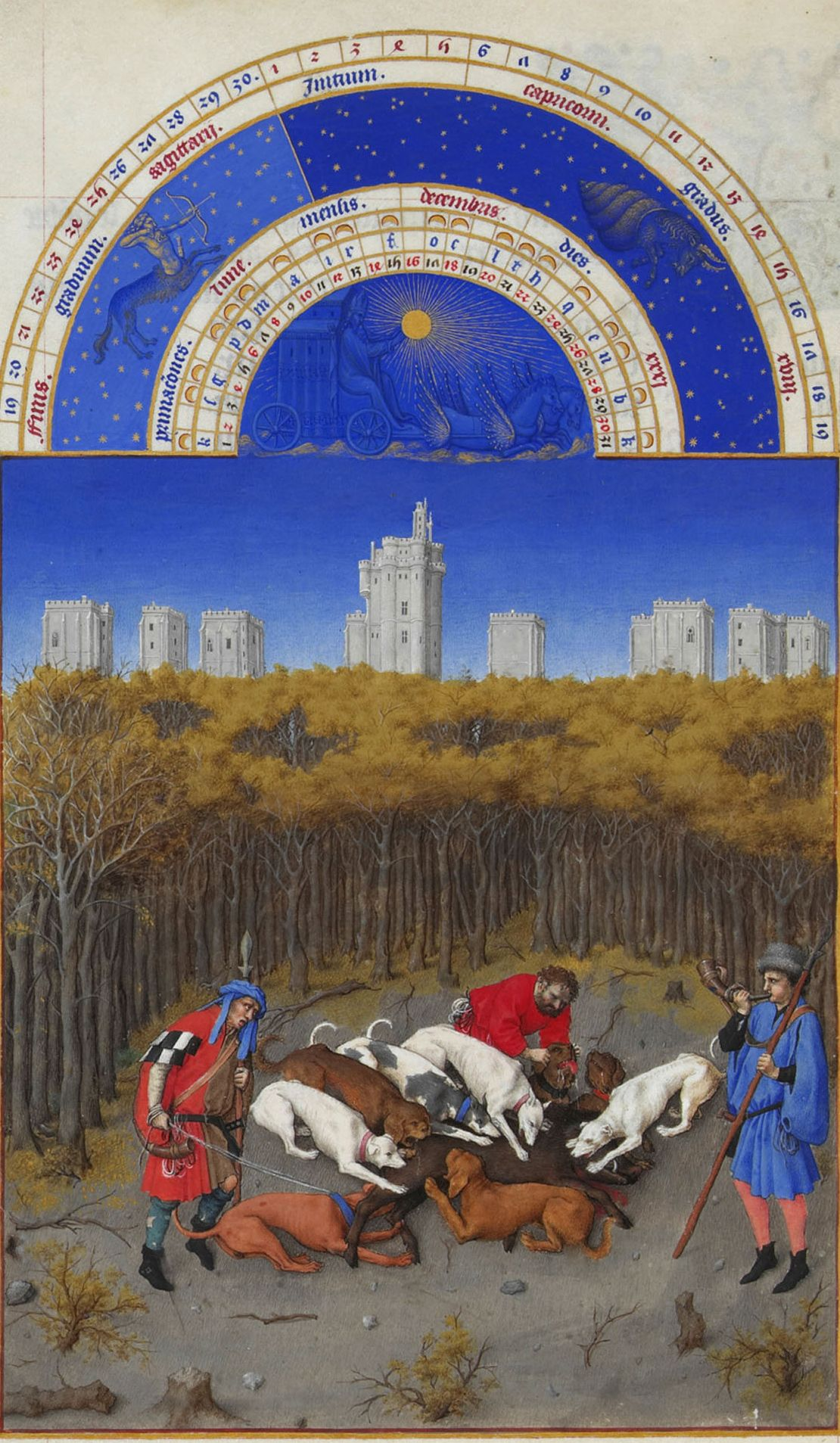
Diciembre en Les très riches heures del duque de Berry (principios del siglo XV).

- El 1 de diciembre es el Día Mundial de la Lucha contra el Sida.[21]
- El 2 de diciembre es el Día Internacional para la Abolición de la Esclavitud.[22]
- El 3 de diciembre se celebra el Día Internacional del Médico.[23]
- El 3 de diciembre se celebra el Día  Internacional de las Personas con Discapacidad.[24]
- El 6 de diciembre es el día de la Constitución Española.
- El 6 de diciembre se celebra la Declaración de independencia de Finlandia
- El 7 de diciembre se celebra el Día de las Velitas en Colombia y otros países de América Latina, dándose inicio a los pregones de la Navidad.
- El 8 de diciembre los católicos del mundo celebran la fiesta de la Inmaculada Concepción de la Virgen María.[25]
- El 8 de diciembre, en Panamá se celebra el Día de la Madre, en honor a la Inmaculada Concepción.[26]
- El 8 de diciembre de 1980, fallece John Lennon, exmiembro de The Beatles a los 40 años a causa de un asesinato por herida de arma de fuego causada por Mark David Chapman.
- El 10 de diciembre de 1948 se conmemora la Declaración Universal de los Derechos Humanos.[27]
- El 12 de diciembre se conmemora la aparición de Nuestra Señora de Guadalupe (México) en México, Guatemala y las Filipinas.
- El 15 de diciembre se celebra mundialmente el Día de Zamenhof en conmemoración al nacimiento de Lázaro Zamenhof, creador del idioma Esperanto.
- El 16 de diciembre comienza el festejo de las posadas en la religión católica como parte del recorrido de 9 días las personas el peregrinaje de María y José desde su salida de Nazaret hasta Belén antes que naciera Jesús.(finaliza el festejo de posada el 24 de diciembre)
- El 18 de diciembre es el Día Internacional del Migrante.[28]
- El 20 de diciembre es el aniversario de la Invasión en 1989 a Panamá.
- El 21 de diciembre es, en el hemisferio norte, comienza el invierno y en el hemisferio sur, el verano.[29]
- El 24 de diciembre los cristianos y católicos celebran la cena de Nochebuena y víspera del nacimiento de Jesús.Nacimiento de Jesús de Nazaret

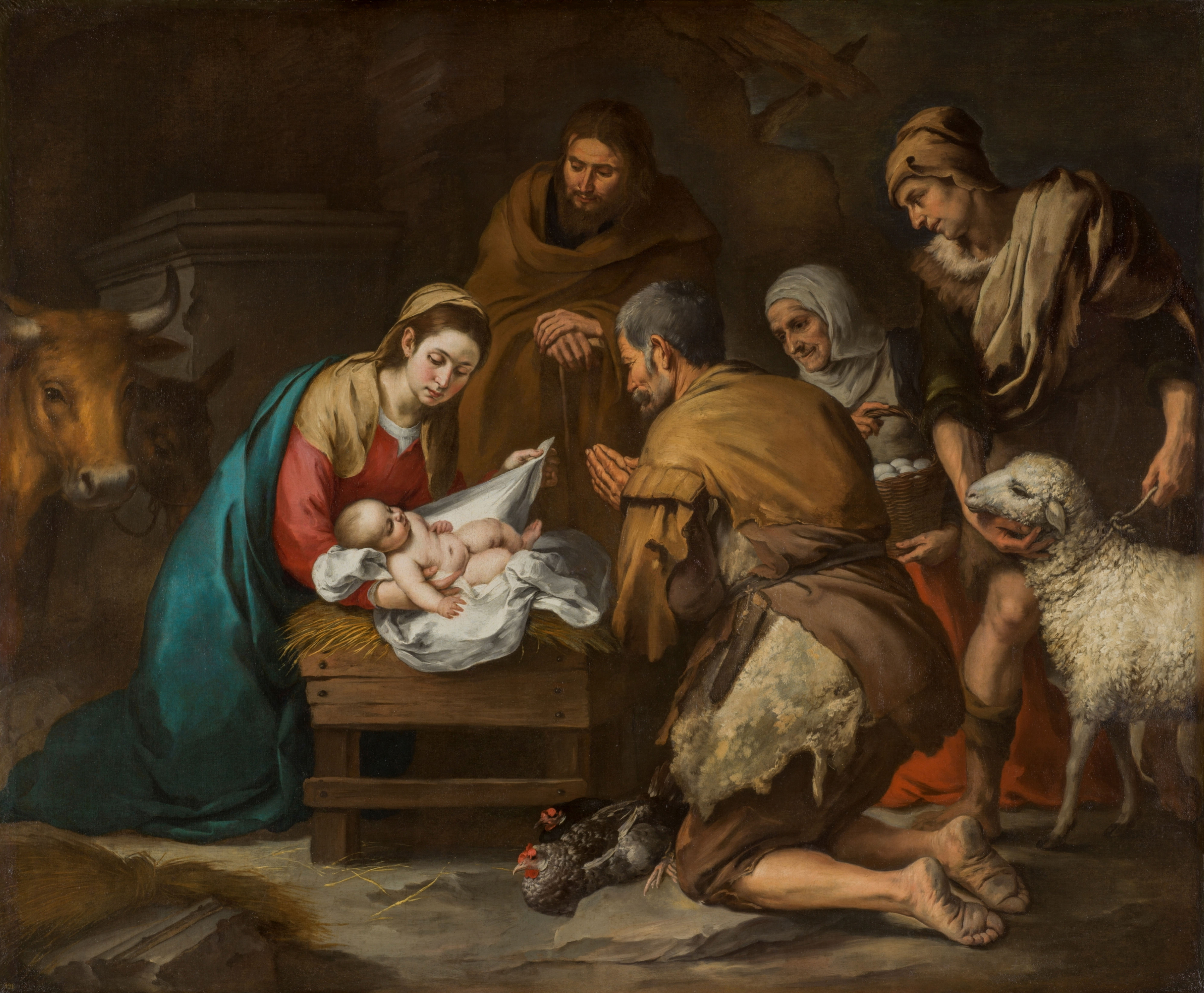
Nacimiento de Jesús de Nazaret

- El 25 de diciembre los cristianos celebran la Natividad del Señor. Algunos cristianos ortodoxos que aún usan el calendario juliano celebran la Natividad del Señor el 7 de enero. Los ortodoxos de Rumania, Bulgaria, Alejandría, Albania, Finlandia, Grecia y Chipre celebran la Navidad el día 25 de diciembre.[30]
- El 28 de diciembre es el Día de los Santos Inocentes.[31]
- El 30 de diciembre del 2019, las autoridades sanitarias de la ciudad de Wuhan informaron sobre la aparición del COVID-19 que su nombre era desconocido, llegó a afectar a más de 60 personas en su momento.
- El 31 de diciembre se celebra la Nochevieja o fin de año y es el último día del año en el calendario gregoriano.[32]

## Otros datos
- Para la Iglesia católica, este mes está dedicado al Nacimiento de Jesús y a la Inmaculada Concepción de María.[33]